# Hermanowa
Hermanowa – wieś w Polsce, w województwie podkarpackim, w powiecie rzeszowskim, w gminie Tyczyn.
W latach 1954–1959 wieś należała i była siedzibą władz gromady Hermanowa, po jej zniesieniu w gromadzie Tyczyn. W latach 1975–1998 miejscowość należała administracyjnie do województwa rzeszowskiego.
| SIMC    | Nazwa      | Rodzaj |
| ------- | ---------- | ------ |
| 0665886 | Czerwonki  | część  |
| 0665892 | Gradkowiec | część  |
| 0665900 | Kamieniec  | część  |
| 0665917 | Łazy       | część  |
| 0665923 | Przylasek  | część  |
| 0665930 | Przymiarki | część  |
| 0665946 | Skotnik    | część  |

Miejscowość jest siedzibą parafii Matki Bożej Niepokalanej, należącej do dekanatu Tyczyn, diecezji rzeszowskiej.
Hermanowa jest położona na Pogórzu Dynowskim w dolinie potoku zwanego Hermanówką. W 1450 r. była niewymienionym z nazwy przedmieściem Tyczyna. Samodzielną wsią została od 1507 roku. Miejscowy badacz, ksiądz Franciszek Malak, przypuszcza, że nazwa miejscowości wywodzi się od niejakiego Hermana, dzierżawcy.
Ze starej zabudowy przetrwało kilka drewnianych domów z XIX i XX wieku oraz kilka kapliczek. Na przełomie XVIII i XIX wieku w Hermanowej były dwa folwarki. Od czasów powstania do I poł. XIX wieku miejscowość wchodziła w skład dóbr „państwa tyczyńskiego”. Do obecnych czasów w dolnej części miejscowości zachowały się pozostałości jednego z dawnych folwarków, oraz dwór, rządcówka z XVII wieku, przebudowana w XIX wieku. W 1957 r. budynek został odrestaurowany i obecnie służy jako dom mieszkalny. W pobliżu znajduje się murowana kapliczka z XVIII wieku, niegdyś należąca do zespołu dworskiego.
W centrum Hermanowej zachowała się kapliczka Jana Nepomucena z połowy XIX wieku. W przysiółku Przylasek odnaleziono w 1965 r. podczas urządzania kamieniołomu resztki pieca wapiennego. W pobliżu, nieco poniżej starego kamieniołomu, znajduje się w lesie kapliczka Matki Boskiej ze źródełkiem, które miejscowa ludność nazwała „Studzianka”. Woda ze źródełka ma właściwości lecznicze. Przybywa do niej ludność nie tylko z Hermanowej, ale również mieszkańcy oddalonych miejscowości.

## Urodzeni w Hermanowej
- Czesław Bomba (1894–1919), podporucznik piechoty Wojska Polskiego, działacz niepodległościowy, kawaler Orderu Virtuti Militari
- Stanisław Jabłoński (1853–1922), burmistrz Rzeszowa, poseł, lekarz, działacz patriotyczny

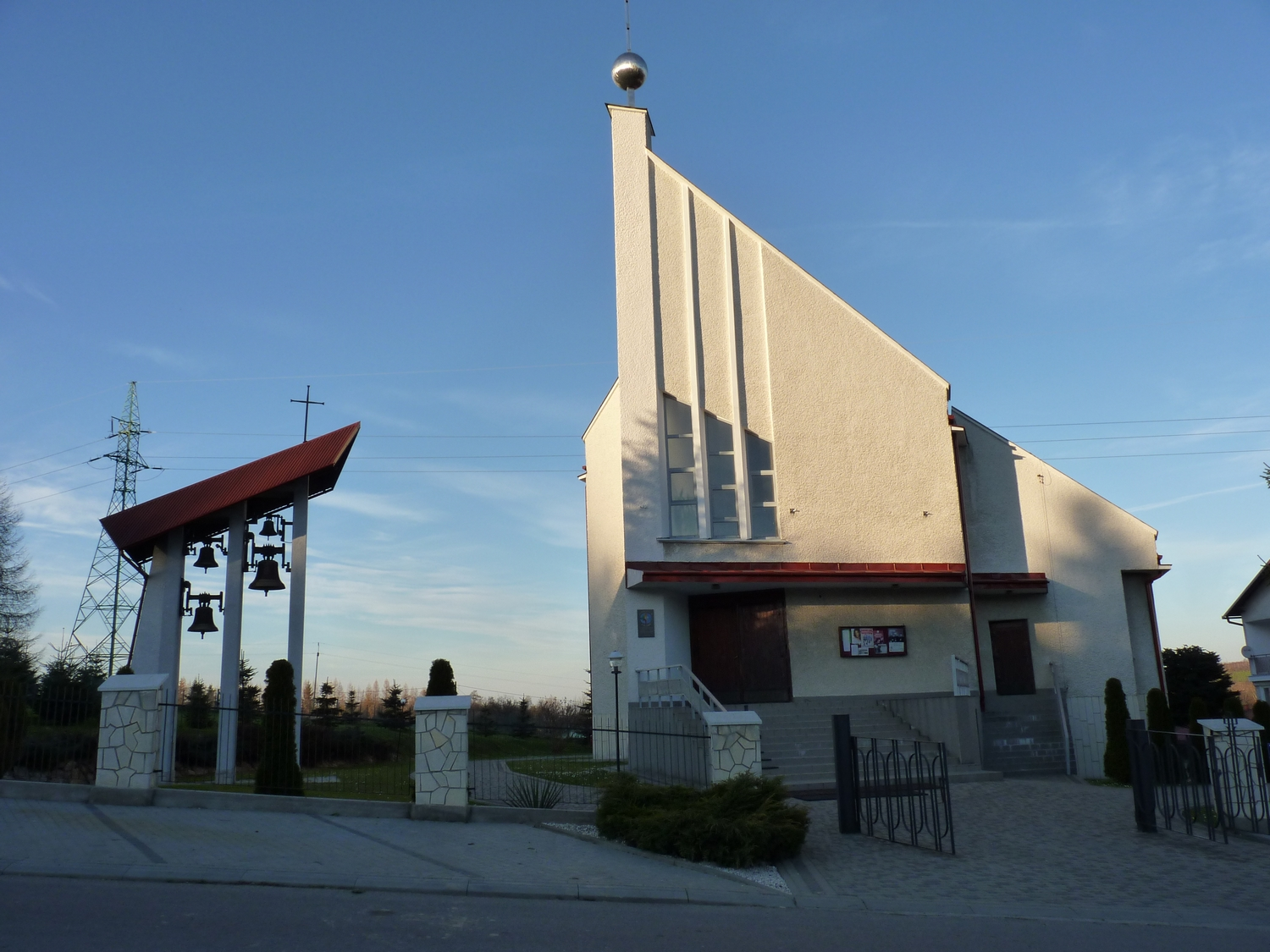
Kościół Matki Bożej Niepokalanej
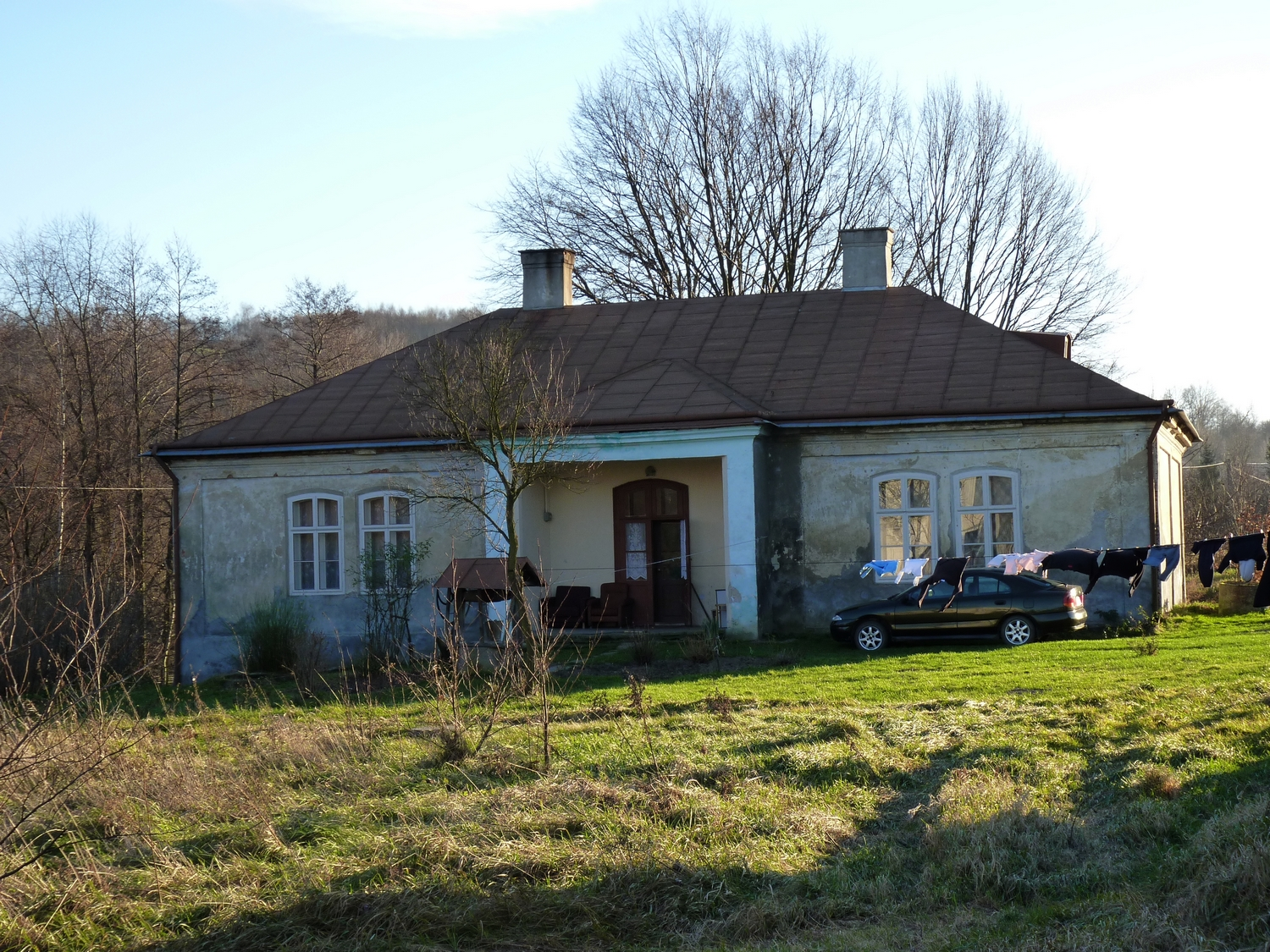
Stary dwór – rządcówka
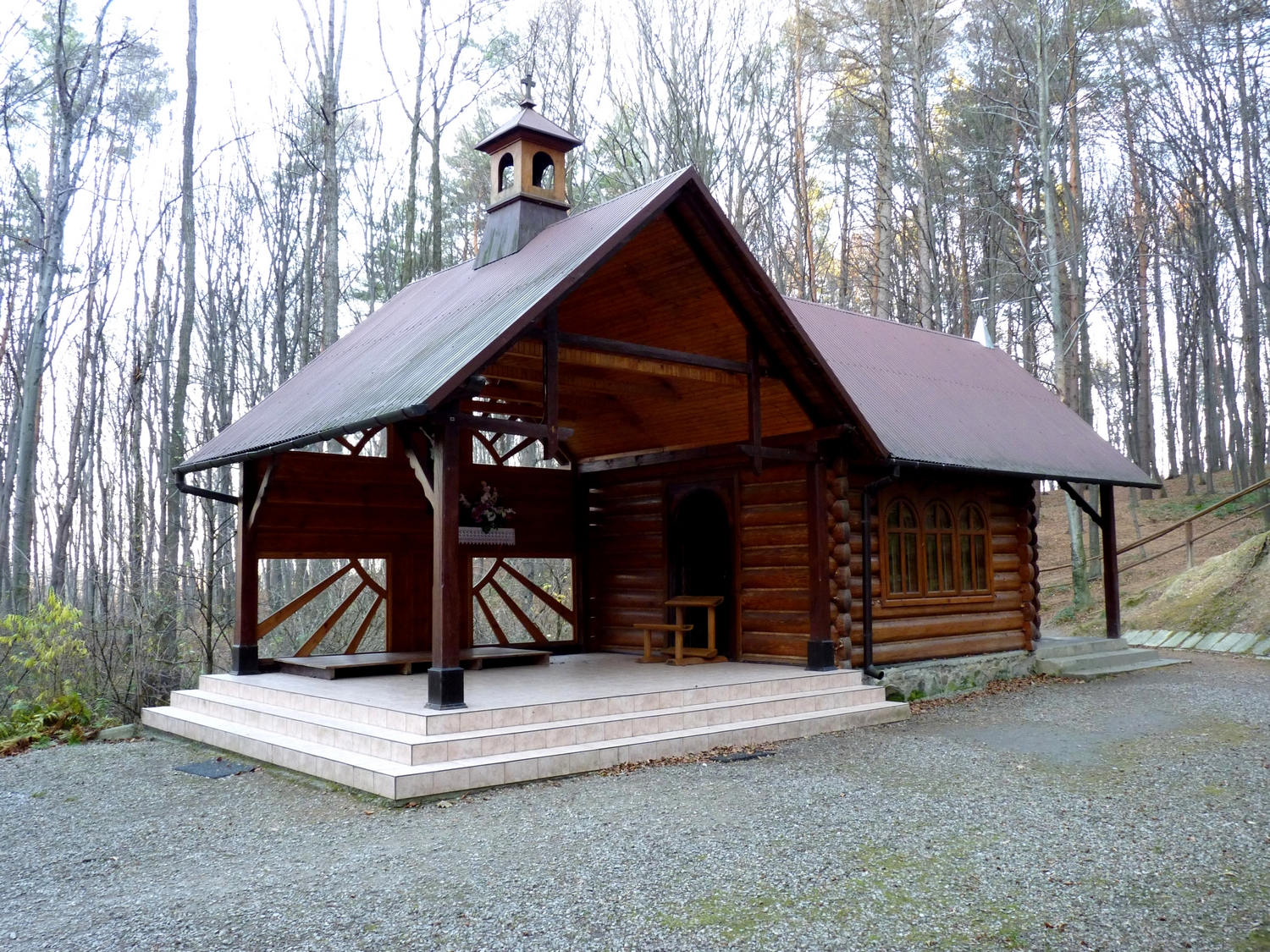
Kapliczka Matki Bożej ze źródełkiem